# Myotis leibii
Espèce
Statut de conservation UICN

 EN  : En danger
Répartition géographique
Myotis leibii, communément appelé le Vespertilion pygmée de l'Est, le Vespertilion de Leib ou encore la Chauve-souris pygmée de l'Est, est une espèce de chauves-souris de la famille des Vespertilionidae.
La chauve-souris pygmée de l’Est (Myotis leibii) est une petite chauve-souris rare que l’on retrouve dans le nord-est des États-Unis, au sud de l’Ontario et au sud du Québec. Sa répartition géographique est fragmentée à travers sa vaste aire de distribution, avec des populations isolées. Active de nuit, elle utilise l’écholocalisation pour chasser les petits insectes à corps mou dont elle se nourrit. Pour se déplacer, elle vole lentement et près du sol,. Ces chauves-souris préfèrent les habitats rocheux, tant pour leurs hibernacles que pour leurs aires de repos estivaux,. On estime qu’elle peut vivre entre 6 à 12 ans,. En raison de sa petite taille, de sa rareté et de ses choix d’habitats escarpés, elle est souvent difficile à repérer dans son habitat naturel. 

## Répartition
L’aire de répartition de la chauve-souris pygmée de l’Est s’étend à travers de l’est de l’Amérique du Nord. Au Canada, on la retrouve dans le sud de l’Ontario et dans le sud-ouest du Québec. Plus précisément, en Ontario, elle est présente de la rive nord-est du Lac Supérieur à la frontière avec le Québec. Le territoire couvert par cette espèce aux États-Unis s'étend depuis la région de la Nouvelle-Angleterre jusqu’au sud-est de l’Oklahoma, en passant par l’Arkansas, le nord de l’Alabama, le nord de la Géorgie et le nord-ouest de la Caroline du Sud.  Elle est particulièrement présente dans les Appalaches.  À travers son aire de répartition, les populations ne sont pas uniformément réparties ; elles sont dispersées de manière discontinue. On retrouve les plus grandes populations dans les états de New York, de la Pennsylvanie et de la Virginie. 

## États des populations
La chauve-souris pygmée de l’Est est l’une des 8 espèces de chauve-souris que l’on retrouve au Québec. Toutefois, c’est la plus petite et la plus rare.  Dans cette province, elle est considérée comme une espèce susceptible d’être désignée menacée ou vulnérable. Le gouvernement suspecte une diminution de la population due à la présence du syndrome du museau blanc. L’équipe de rétablissement des chauves-souris du Québec est, donc, concernée par la conservation de cette espèce. En Ontario, elle figure  sur la liste des espèces en danger.  L’espèce n’a aucun statut au Canada. 
Aux États-Unis, le gouvernement fédéral n’a pas accordé de statut de protection à cette espèce lorsque cela lui avait été suggéré en 2013. Toutefois, les différents états lui ont donné des statuts de conservation diverses. Par exemple, en Pennsylvanie, l’espèce est menacée et protégée en vertu du Game and Wildlife Code. Dans les états de New York et de l’Arkansas, son statut est qualifié de «en péril». Elle est considérée comme gravement en péril dans les états de l’Illinois et de l’Oklahoma.  En Ohio, elle est potentiellement disparue. 
L’espèce a été évaluée en 2018 par l’Union internationale de la conservation de la nature. Selon cette organisation, l’espèce est en danger dû à la menace du syndrome du museau blanc et de sa rareté. L’UICN dénote une diminution de sa population globale. Précédemment, en 2008, l’UICN lui avait octroyé le statut de  «préoccupation mineure». 
Plusieurs facteurs limitent la croissance de la population. Premièrement, le nombre d’habitats favorables et disponibles pour l’hibernation en hiver et pour le repos en été est un facteur limitant. Deuxièmement, les femelles ont un faible taux de survie, particulièrement en Ontario (42%). Cependant, cette tendance varie selon les populations. Par exemple, le taux de survie des femelles d’une population de l’Arkansas a été évalué à 64%. Troisièmement, les femelles n’ont qu’un petit par année, ce qui limite la croissance de la population. 

## Caractéristiques physiques
La chauve-souris pygmée de l’Est est une très petite taille. Elle pèse entre 3g à 5g. Sa longueur totale varie entre 7 et 9 cm. Les femelles et les mâles sont de tailles similaires. L’envergure de ses ailes varie entre 21 et 25 cm. Ses pieds font moins de 8mm et leurs oreilles, moins de 15mm,. Son pelage est brun lustré avec des reflets dorés. Plus précisément, sa fourrure est plus sombre à la racine et s’éclaircit progressivement en jaune brun vers les extrémités. Pour ce qui est de son ventre, il est plutôt clair dans les teintes de blanc, gris clair ou beige pâle. Elle a un masque facial noir. Son crâne est petit et plat.  Ses oreilles sont noires, allongées et droites,. Son tragus est petit et étroit. Ses ailes sont également noires et entrouvertes au repos. Elle possède un calcar qui permet à sa membrane interfémorale noire de se déployer.Contrairement à d’autres espèces de chauve-souris, elle ne possède pas de taches foncées sur les épaules.
La chauve-souris pygmée de l’Est est souvent confondue avec la petite chauve-souris brune (Myotis lucifugus) avec laquelle elle partage son aire de répartition. Bien que ces deux chauves-souris appartiennent au même genre, plusieurs caractéristiques morphologiques permettent de les distinguer visuellement. Premièrement, la petite chauve-souris brune est plus grande que la chauve-souris pygmée de l’Est. Les pieds de Myotis lucifugus mesurent entre 8 et 12 mm et ses avant-bras, entre 33 et 41 mm. Deuxièmement, la petite chauve-souris brune a un masque facial moins proéminent lorsqu’il est présent. Troisièmement, la chauve-souris pygmée de l’Est possède un calcar, contrairement à la petite chauve-souris brune.  

## Alimentation
Ces chauves-souris sont insectivores. Elles chassent les insectes au vol au-dessus des étangs et des cours d’eau ainsi que dans les forêts,. Occasionnellement, elles ont été observées dans les champs ouverts. Elles s’alimentent principalement de petits insectes à corps mous, comme des papillons de nuit, des mouches, des coléoptères, des névroptères, des hémisphères, des trichoptères et des éphémères.  Néanmoins, il serait possible qu’elles puissent également s’alimenter au sol ou pendant leurs moments de repos, car elles consomment des araignées et des criquets.  Il a été démontré qu’elles chassent à proximité de leur aire de repos. 

## Reproduction
Cette espèce de chauve-souris est polygame.L’accouplement se déroule lors des périodes de regroupement à la fin de l’été, l’automne et à l’hiver,. Ces mouvements de rassemblement permettent aux mâles et aux femelles de se retrouver pour s’accoupler et de se préparer pour l’hiver. Ces rencontres se déroulent à l’entrée des hibernacles de la fin août jusqu’au début de l’hibernation. Suite à  l'accouplement, la fécondation est différée,. Les femelles conservent le sperme afin de retarder la fertilisation et l’implantation jusqu’au printemps,. Les naissances ont ensuite lieu entre la mi-mai et la fin juillet. Les femelles donnent naissance à un seul petit par année. À la naissance, ce dernier pèse entre un tiers et un cinquième du poids de sa mère. Au terme d’un allaitement qui dure environ trois à quatre semaines, les jeunes sont sevrés et capables de s’envoler. 

## Cycle de vie

### Hibernation
La chauve-souris pygmée de l’Est hiberne de la mi-novembre au début avril,. Elle débute son hibernation plus tard et la termine plus tôt que les espèces avec qui elle partage son aire de répartition. Elle hiberne dans des cavernes, des grottes, des galeries de mines abandonnées et, parfois, dans des tunnels ferroviaires abandonnés,. Elles préfèrent s’installer près de l’entrée où la température est plus froide et constante et où il fait plus sec,. On la retrouve dans des fissures étroites, sous des pierres et dans des crevasses. Elle peut toutefois s’installer très profondément dans les fissures. Elle peut se positionner à la verticale ou à l’horizontale.  On la retrouve seule ou en petit groupe dans les hibernacles. Il y a autant de mâles que de femelles dans les habitats hivernaux. Parfois, elle partage sa grotte avec d’autres espèces, comme la petite chauve-souris brune (Myotis lucifugus) , la sérotine brune (Eptesicus fuscus), la chauve-souris nordique (Myotis septentrionalis) ou encore, la pipistrelle de l’Est (Perimyotis subflavus). En Ontario, 13 aires d’hibernation ont été identifiées. On les retrouve dans l’Escarpement du Niagara dans les zones karstiques de l’est de l’Ontario et dans des mines abandonnées. Aux États-Unis, environ 290 hibernacles ont été dénombrés. Toutefois, il est possible que la chauve-souris pygmée de l’Est puisse survivre à l’extérieur des hibernacles dans les régions des États-Unis où les températures hivernales sont plus clémentes. Cela s’explique par le fait qu’elle tolère bien des températures froides, sèches et venteuses. Il a été démontré qu’elle peut tolérer des températures de -9 °C sans se réveiller de sa torpeur. En outre, Myotis leibii se réveille régulièrement de sa torpeur en hiver. Au Tennessee, des chercheurs ont démontré que cette chauve-souris quitte fréquemment les hibernacles pour aller chercher de la nourriture. Elle est également capable de changer d’hibernacle pendant l’hiver, et ce, même lorsque la neige est présente au sol,. Myotis leibii peut revenir utiliser le même hibernacle plusieurs fois dans sa vie. 

### Été
À la fin de son hibernation, la chausse-souris pygmée de l’Est quitte son hibernacle vers les sites de repos estivaux. Ces deux habitats se situent à proximité, habituellement dans un rayon de 35 km. Elle préfère les habitats rocheux, ouverts et ensoleillés où elle peut profiter du soleil pour se réchauffer. On la retrouve aussi sous les ponts, dans les fentes de roches, dans les creux d’arbres et sous les écorces soulevées des arbres. La chauve-souris pygmée de l’Est change de lieu de repos fréquemment lorsqu’il fait assez clément pour le faire. Cela lui permet de réduire la prédation et la charge parasitaire. Toutefois, ces changements sont moins fréquents avant et après l’hibernation. À ce moment, elle peut rester quelques jours dans son refuge sans se reloger. C’est dans ces sites de repos estivaux que la chauve-souris pygmée donne naissance à ses petits,. À la fin de l’été ou à l’automne, elle revient vers les sites de rassemblent qui se situent à l’entrée des hibernacles avec les juvéniles pour l’accouplement et l’hibernation.

## Phylogénie

### GenreMyotis
La chauve-souris pygmée de l’Est (Myotis Leibii) appartient au genre Myotis nommé en 1829 par Kaup. Ce genre est le plus abondant des chiroptères avec une centaine d’espèces vivantes et une quarantaine d’espèces éteintes,. On le retrouve sur tous les continents à l’exception de l’Antarctique. La divergence de ce genre par rapport à ses groupes sœurs, Murininae et Kerivoulina, remonterait à environ 26 millions d'années, d'après les analyses du cytochrome b mitochondrial et du gène nucléaire Rag2. Ensuite, le groupe a connu une importante divergence il y a 19 millions d'années, provoquant la séparation entre les espèces du Nouveau Monde et celles du Vieux Monde. On retrouve des archives fossiles de la présence de ce genre en Amérique du Nord du Miocène supérieur au Pléistocène. Des fossiles ont été retrouvés dans la Big Bone Cave au Tennessee, dans la Camberland Cave à Maryland et dans la Conrad Fissur en Arkansas. 
Le genre Myotis se caractérise par des traits peu spécialisés, une dentition primitive et l'absence de spécialisation morphologique avancée associée à des capacités d'écholocalisation développées. Le poids des espèces appartenant à ce taxon varie entre 2,3 g et 40 g. En outre, la chauve-souris pygmée de l’Est partage plusieurs caractéristiques avec les autres espèces du même genre, tel que son cycle de reproduction. En outre, la fréquence de l’écholocalisation chez cette espèce est très similaire à celle des autres membres du genre Myotis avec lesquels elle partage son aire de répartition. Par conséquent, il est particulièrement difficile de différencier et d'identifier les espèces uniquement à partir des sons produits lors de l’écholocalisation.

### ÉcomorpheSelysius
Longtemps considérés comme des sous-genres, les trois écomorphes du genre Myotis sont apparus à plusieurs reprises de manière indépendante au cours de l'évolution. Bien qu'ils ne soient pas valides sur le plan phylogénétique, les espèces appartenant à ces différents écomorphes partagent des caractéristiques communes. La chauve-souris pygmée de l’Est s’inscrit dans l’écomorphe Selysius dû à sa tendance à chasser dans les airs. Les espèces de cet écomorphe se distinguent par leur crâne rond de petite taille, leur petite mâchoire, leurs membres courts et un attachement plus bas de la membrane des ailes à la jambe. 

### Espèce
L’espèce Myotis leibii a été nommée par Audubon et Bachman en 1842. Le terme Myotis provient du mot grec «Mys» qui signifie souris ou manger. Le terme Leibii a été choisi en l’honneur de G.c. Leib.  Myotis leibii étroitement lié phylogénétiquement à Myotis ciliolabrum  et à Myotis californicus .

## Menaces
Plusieurs menaces affectent les populations de Myotis leibii à différentes échelles et différents moments de l’année. Les activités anthropiques nuisent à l’épanouissement de cette chauve-souris, et ce, pour plusieurs raisons. Premièrement, le dérangement humain dans les grottes et les mines par le tourisme, la spéléologie récréative, le vandalisme ou la recherche scientifique affecte ces animaux,. Ces perturbations réveillent les chauves-souris de leur torpeur, ce qui provoque une perte d’énergie néfaste. En outre, la présence d’humains augmente le risque de propagation du syndrome du museau blanc puisque le champignon peut utiliser, par exemple, les vêtements humains pour se propager d’une grotte à l’autre. Deuxièmement, les humains peuvent altérer l’habitat de la chausse-souris à petite et à grande échelle. La construction de développement résidentiel ou commercial, d’autoroutes, de projets éoliens, d’exploitation de charbon peut venir modifier les habitats et diminuer leur qualité,. La reprise des activités dans une mine précédemment abandonnée occupée par les chauves-souris modifie considérablement la qualité et l’accès de l’habitat. En outre, à plus petite échelle, les humains peuvent modifier le microclimat essentiel de l’hibernacle. Par exemple, la présence de tourisme peut nuire à la qualité de l’hibernacle. En outre, l’installation de portes ou de grilles dans les hibernacles peut empêcher les chauves-souris de quitter pendant l’hiver et lorsque l’hibernation termine, ce qui les coince à l’intérieur. Des modifications naturelles de l’habitat, telles que l’accumulation de neige et de glace, peuvent avoir un effet similaire en modifiant le flux d’air et l’accès à l’hibernacle. En plus de modifier directement le paysage, ces activités anthropiques peuvent aussi, indirectement, modifier la disponibilité des proies de la chauve-souris. Troisièmement, la présence d’éoliennes peut nuire aux chauves-souris. En plus des collisions mortelles, les éoliennes peuvent causer des barotraumas dus au changement soudain de la pression dans l’air, ce qui provoque un trauma aux poumons des chauve-souris. Quatrièmement, l’accumulation de toxines comme les métaux lourds peut nuire à ces animaux. Il  a été démontré que les concentrations de mercure et de zinc dans ces chauves-souris étaient élevées, probablement en raison de leur alimentation basée sur les insectes aquatiques. Cinquièmement, la contamination agricole réduit la présence des proies tout en réduisant la performance de leur système immunitaire,. 

### Syndrome du museau blanc
Cependant, pour plusieurs instances, la principale menace pour la chauve-souris pygmée de l’Est est le syndrome du museau blanc,. C’est le champignon Pseudogymnoascus destructans qui cause ce syndrome,. D’origine européenne, ce champignon profite de conditions froides et humides des hibernacles de chauve-souris pour vivre et se reproduire dans leurs tissus. Depuis, sa venue en Amérique du Nord, en 2006, il aurait causé le décès de plus de 5 millions de chauve-souris. Le champignon provoque des lésions dans la peau, dont celle de la membrane des ailes.  Cela perturbe l’équilibre hydrique des chauves-souris, ce qui pousse à sortir de sa torpeur plus fréquemment. Ces réveils inhabituels diminuent leur réserve de gras jusqu’à engendrer leur décès au courant de l’hiver. En outre, celles qui réussissent à survivre présentent des lésions sur les ailes et un succès reproductif moindre. Durant l'été, la présence du champignon diminue en raison des températures chaudes qui ne lui sont pas favorables. Toutefois, Pseudogymnoascus destructans semble survivre longtemps dans la grotte malgré l’absence de chauves-souris en été. Ainsi, lorsqu’elles reviennent à leur hibernacle l’hiver suivant, le champignon les infecte à nouveau. 
Pour ce qui est de la chauve-souris pygmée de l’Est, des cas du syndrome du museau blanc ont été confirmés dans les états de la Pennsylvanie, de la Caroline du Sud et de New York. Comme les hibernacles de cette espèce sont relativement méconnus, il est impossible de déterminer combien d’individus ont été infectés par le champignon.  Toutefois, Myotis leibii serait moins vulnérable à ce champignon que d’autres espèces. Le champignon ne serait pas en mesure de provoquer davantage de réveils et de pertes de graisse que normal, ce qui ne met pas leur survie en péril,. Puisqu’elles hibernent seules ou en petits groupes, la propagation du champignon entre les individus et entre les hibernacles est limitée. La durée de la contamination est également plus courte que chez les autres chauves-souris, car elles hibernent moins longtemps, ce qui limite les dégâts causés par le champignon. En outre, les hibernacles qu'elles choisissent sont plus froids et plus secs, des conditions moins propices au développement du champignon. Dans certaines régions où les hivers sont plus cléments, la température de la peau de Myotis leibii serait maintenue plus élevée que la température optimale pour le champignon, et ce, autant au réveil que pendant la torpeur. Aussi, la chauve-souris pygmée de l’Est se réveille plus régulièrement de sa torpeur pendant son hibernation. En se réveillant et en se nourrissant au cours de l’hiver, cela permet à son système immunitaire d’être davantage réactif et cela lui permet d’aller chercher des réserves d’énergie supplémentaire pour combattre le champignon,.